# Short track na Zimowych Igrzyskach Olimpijskich 2018 – sztafeta kobiet
Sztafeta kobiet rozgrywany w ramach short tracku na Zimowych Igrzyskach Olimpijskich 2018 odbyła się 10 i 20 lutego w Gangneung Ice Arena w Gangneung.
Mistrzostwo olimpijskie obroniły Koreanki, drugie były Włoszki, a brąz wywalczyły Holenderki, które jadąc w finale B ustanowiły rekord świata.

## Terminarz
| Data      | Konkurencja | Godzina rozpoczęcia | Godzina rozpoczęcia |
| Data      | Konkurencja | UTC+09:00           | CET                 |
| --------- | ----------- | ------------------- | ------------------- |
| 10 lutego | Półfinały   | 20:52               | 12:52               |
| 20 lutego | Finał       | 20:23               | 12:23               |

## Wyniki

### Półfinały
- QA - awans do finału A
- QB - awans do finału B

| Miejsce | Grupa | Reprezentacja                | Zawodniczki                                                                          | Czas     | Uwagi |
| ------- | ----- | ---------------------------- | ------------------------------------------------------------------------------------ | -------- | ----- |
| 1.      | 1     | Korea Południowa             | Shim Suk-hee Choi Min-jeong Kim Ye-jin Lee Yu-bin                                    | 4:06,387 | QA    |
| 2.      | 1     | Kanada                       | Marianne St-Gelais Kim Boutin Jamie Macdonald Kasandra Bradette                      | 4:07,627 | QA    |
| 3.      | 1     | Węgry                        | Petra Jászapáti Andrea Keszler Sára Bácskai Bernadett Heidum                         | 4:09,555 | QB    |
| 4.      | 1     | Olimpijscy sportowcy z Rosji | Sofia Prosfirnowa Jekaterina Konstantinowa Jekatierina Jefriemienkowa Emina Malagicz | 4:21,973 | QB    |
| 1.      | 2     | Chińska Republika Ludowa     | Fan Kexin Han Yutong Qu Chunyu Zhou Yang                                             | 4:05,315 | QA    |
| 2.      | 2     | Włochy                       | Arianna Fontana Lucia Peretti Cecilia Maffei Martina Valcepina                       | 4:05,918 | QA    |
| 3.      | 2     | Holandia                     | Suzanne Schulting Yara van Kerkhof Lara van Ruijven Jorien ter Mors                  | 4:05,977 | QB    |
| 4.      | 2     | Japonia                      | Hitomi Saito Sumire Kikuchi Ayuko Ito Yuki Kikuchi                                   | 4:12,664 | QB    |

### Finały

#### Finał B
| Miejsce | Reprezentacja                | Zawodniczki                                                                          | Czas     | Uwagi   |
| ------- | ---------------------------- | ------------------------------------------------------------------------------------ | -------- | ------- |
| 3.      | Holandia                     | Suzanne Schulting Yara van Kerkhof Lara van Ruijven Jorien ter Mors                  | 4:03,471 | OR · WR |
| 4.      | Węgry                        | Petra Jászapáti Andrea Keszler Sára Bácskai Zsófia Kónya                             | 4:03,603 |         |
| 5.      | Olimpijscy sportowcy z Rosji | Sofia Prosfirnowa Jekaterina Konstantinowa Jekatierina Jefriemienkowa Emina Malagicz | 4:08,838 |         |
| 6.      | Japonia                      | Hitomi Saito Sumire Kikuchi Shione Kaminaga Yuki Kikuchi                             | 4:13,072 |         |

#### Finał A
| Miejsce | Reprezentacja            | Zawodniczki                                                     | Czas     | Uwagi |
| ------- | ------------------------ | --------------------------------------------------------------- | -------- | ----- |
| 1.      | Korea Południowa         | Shim Suk-hee Choi Min-jeong Kim Ye-jin Kim A-lang               | 4:07,361 |       |
| 2.      | Włochy                   | Arianna Fontana Lucia Peretti Cecilia Maffei Martina Valcepina  | 4:15,901 |       |
|         | Chińska Republika Ludowa | Fan Kexin Li Jinyu Qu Chunyu Zhou Yang                          |          | DSQ   |
|         | Kanada                   | Marianne St-Gelais Kim Boutin Valérie Maltais Kasandra Bradette |          | DSQ   |